# Зебибајт
Зебибајт се користи као јединица мере података у рачунарству и износи 1.180.591.620.717.411.303.424 (270) бајтова (1024 ексбибајта).